# مارك نورمان
مارك نورمان (بالإنجليزية: Marc Norman)‏ هو كاتب سيناريو ومنتج أفلام أمريكي، ولد في 10 فبراير 1941 في لوس أنجلوس في الولايات المتحدة.

## وصلات خارجية
- مارك نورمان على موقع IMDb (الإنجليزية)
- مارك نورمان على موقع أول موفي (الإنجليزية)
- مارك نورمان على موقع قاعدة بيانات الأفلام السويدية (السويدية)
- مارك نورمان على موقع قاعدة بيانات الفيلم (الإنجليزية)